# Cz (digraf)

ilustrace

Cz je digraf skládající se z písmen C a Z. V polském pravopisu nejčastěji označuje zvuk neznělé retroflexní afrikáty, která je v mezinárodní fonetické transkripci IPA zaznamenána symbolem [t͡ʂ]. Tento digraf se vyskytuje také v jiných pravopisech, a to jak v současnosti (například v anglických slovech, jako je "Czech" [t͡ʃɛk], což znamená „Čech“ nebo „český“), tak i historicky (například v litevštině, kde byl používán až do 19. století, než byl nahrazen písmenem „č“; v češtině se objevoval ve středověké pravopise do 14. století).